# Regola di Scheimpflug

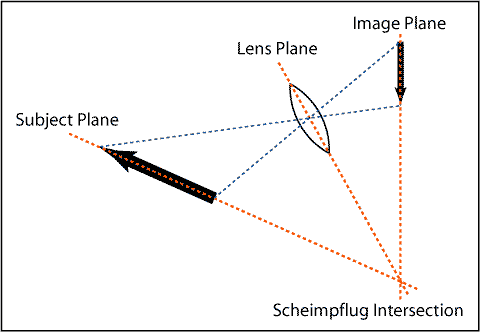

La regola o condizione di Scheimpflug afferma che, per un sistema ottico, i  piani focali dell'obiettivo, del soggetto e dell’immagine si incontrano su una stessa retta. Come caso limite, quando i tre piani sono tra essi paralleli si incontrano all'infinito.
In fotografia tale regola si applica agli apparecchi a corpi mobili e viene definita nella maniera seguente: quando il piano su cui giace il soggetto, il piano nodale posteriore dell'obiettivo e il piano focale si incontrano in un'unica retta, si ottiene la piena messa a fuoco del soggetto indipendentemente dal diaframma utilizzato.
Questa regola è alla base del funzionamento e dell'utilizzo degli  obiettivi basculabili per la regolazione del piano di messa a fuoco in fotografia.
La regola è stata elaborata e prende il proprio nome da Theodor Scheimpflug.